# Hòa Phú, Tây Hòa
Hòa Phú là một xã thuộc huyện Tây Hòa, tỉnh Phú Yên, Việt Nam.
Xã Hòa Phú có diện tích 38,14 km², dân số năm 1999 là 8815 người, mật độ dân số đạt 231 người/km².
Xã Hòa Phú gồm 5 thôn :
- thôn Lạc Mỹ
- thôn Lương Phước
- thôn Liên Thạch
- thôn Thạch Bàn
- thôn Tân Mỹ